# Adriano Reginato
Adriano Reginato (Carbonera, 19 dicembre 1937) è un ex calciatore italiano, di ruolo portiere.

## Carriera

Reginato, alla prima stagione in rossoblù, anticipa lo juventino De Paoli nella gara del 13 novembre 1966

Cresciuto nel Treviso, disputò i primi campionati ad alto livello in Serie C fra il 1961 e il 1963. Passò quindi al Torino, dove fece due anni di panchina fino al 1965, stagione in cui passò al Lanerossi Vicenza. Nell'annata 1965-1966 si alternò fra i pali della porta biancorossa con Franco Luison e a fine anno cambiò nuovamente squadra.
Arrivò al Cagliari, dove conquistò il posto da titolare e stabilì il record di imbattibilità nelle partite di inizio campionato con 712 minuti. L'imbattibilità si interruppe all'ottava giornata, nella partita a Torino contro la Juventus, dove fu superato da un tiro di Virginio De Paoli a otto minuti dal termine. 
A tutt'oggi, parlando di primato iniziale di Campionato, la migliore prestazione nella storia è ancora quella di Reginato e del Cagliari: nessun altro portiere e nessun'altra squadra sono mai arrivati all'ottava giornata di campionato con la porta inviolata.   
A Cagliari, dove vinse lo scudetto, rimase fino al 1972, quando lasciò il calcio giocato. Dopo la prima brillante stagione fu relegato in panchina, facendo da secondo prima a Pietro Pianta e poi a Enrico Albertosi.
Con i cagliaritani Reginato ha anche una esperienza nel campionato nordamericano organizzato nel 1967 dalla United Soccer Association e riconosciuto dalla FIFA, in cui i sardi giocarono nelle vesti del Chicago Mustangs, ottenendo il terzo posto nella Western Division.

## Palmarès
- Campionato italiano: 1

Cagliari: 1969-1970